# Angels Like You
«Angels Like You» (с англ. — «Ангелы вроде тебя») — песня американской певицы Майли Сайрус из её седьмого студийного альбома «Plastic Hearts», выпущенного 27 ноября 2020 года на лейбле RCA Records. Песня была написана Сайрус, Али Тампози, Илси Джубер с продюсерами Луи Беллом и Эндрю Ваттом. Он был выпущен как третий и последний сингл с альбома
8 марта 2021 года был выпущен музыкальный видеоклип на «Angels like You». Он содержит кадры, снятые с выступления Сайрус на Супербоуле 7 февраля 2021 года.

## Предыстория
«Angels like You» изначально был выпущен 27 ноября 2020 года вместе с седьмым студийным альбомом Сайрус «Plastic Hearts». Музыкальный клип на песню был выпущен 8 марта 2021 года. Четыре дня спустя он повлиял на contemporary hit radio Австралии, став третьим синглом с альбома. Британская радиостанция BBC Radio 1 добавила «Angels like You» в ротацию 20 марта, а Sony Music разослала её на contemporary hit radio в Италии 9 апреля 2021 года.

## Kомпозиция
Предполагалось, что текст песни «Angels like You» посвящен Кейтлинн Картер, с которой Сайрус ранее встречалась.

## Музыкальное видео
Официальный видеоклип на «Angels like You» был выпущен 8 марта 2021 года. Видео было снято 7 февраля 2021 года на выступлении Сайрус на шоу Супербоул LV. В конце видео Сайрус одобрила вакцину против COVID-19.

## Участники записи
- Майли Сайрус — вокал, бэк-вокал, автор, исполнительное продюсирование
- Эндрю Ватт — автор, продюсирование, исполнительное продюсирование, бэк-вокал, бас, ударные, гитара, клавишные
- The Monsters & Strangerz — продакшн, бэк-вокал, клавишные
- Джордан К. Джонсон — автор
- Маркус Ломакс — автор
- Стефан Джонсон — автор
- Али Тампози — автор
- Джонатан Беллион — автор, бэк-вокал, дополнительное производство
- Майкл Поллак — автор, бэк-вокал
- Поль ЛаМальфа — инжиниринг
- Сербан Генеа — микширование
- Джон Хейнс — инжиниринг микса
- Рэнди Меррилл — мастеринг

## Чарты
| Чарт (2020-21)                             | Высшая позиция |
| ------------------------------------------ | -------------- |
| Аргентина (Argentina Hot 100)              | 84             |
| Argentina Anglo (Monitor Latino)           | 10             |
| Australia (ARIA)                           | 92             |
| Бельгия/Фландрия (Ultratip Bubbling Under) | 1              |
| Канада (Billboard Canadian Hot 100)        | 55             |
| Global 200 (Billboard)                     | 87             |
| Чехия (Rádio — Top 100)                    | 46             |
| Iceland (Tonlist)                          | 37             |
| Ирландия (IRMA)                            | 43             |
| Lithuania (AGATA)                          | 69             |
| Нидерланды (Dutch Top 40)                  | 21             |
| Нидерланды (Single Top 100)                | 51             |
| Португалия (AFP)                           | 71             |
| Slovakia (ČNS IFPI)                        | 93             |
| Sweden Heatseeker (Sverigetopplistan)      | 17             |
| Швейцария (Schweizer Hitparade)            | 91             |
| Великобритания (OCC UK Singles)            | 66             |
| США (Billboard Bubbling Under Hot 100)     | 7              |

## Сертификаты
| Регион                                                                      | Сертификация | Продажи |
| --------------------------------------------------------------------------- | ------------ | ------- |
| Бразилия (ABPD)                                                             | Платиновый   | 40 000  |
| Данные о продажах + прослушиваниях приведены только на основе сертификации. |              |         |

## История релиза
| Регион    | Дата           | Формат                 | Лейбл | Ссылка |
| --------- | -------------- | ---------------------- | ----- | ------ |
| Австралия | 12 марта, 2021 | Contemporary hit radio | Sony  | [ 5 ]  |
| Италия    | 9 апреля, 2021 | Contemporary hit radio | Sony  | [ 7 ]  |